# Benátky FC
Venezia Football Club zkráceně Venezia, (česky Benátky FC, zkráceně Benátky) je italský fotbalový klub hrající v sezóně 2024/25 v 1. italské fotbalové lize sídlící ve městě Benátky v regionu Benátsko.
Klub byl založen 14. prosince 1907, lidmi kteří provozovali gymnastiku jako Venezia Foot-Ball Club. První úspěchy klubu byly již na začátku klubové historie. Zúčastnili se první ligy a postoupili až do semifinále. Hráli i finále 1911/12, ale prohráli s klubem SG Pro Vercelli 0:13 na dva zápasy.
Největší úspěchy klubu byly ve 40. letech 20. století. V sezoně 1940/41 vyhráli Italský pohár, v sezoně 1941/42 se umístili na 3. místě v lize. a Finále italského poháru v sezoně 1942/43. Po válce se klub už nevrátil do skvělých dob. Do sezony 1997/98 hrál klub první ligu 20x. Poté jí hrál v sezonách (1998/99, 1999/00 a 2001/02. Sestoupili a po sezoně 2004/05 přišel bankrot. Byl založen klub nový Società Sportiva Calcio Venezia a začínají hrát 4. ligu. Postoupí do třetí ligy, jenže kvůli dalším finančním potížím klub opět končí bankrotu (po sezoně 2008/09). Nový klub se zrodil 27. července 2009 - Foot Ball Club Unione Venezia. Začínají hrát ve Serie D, nejvyšší amatérské lize. v sezoně 2011/12 ji vyhrají a postupuji do 4. ligy. Na sezonu 2014/15 se klub nestihl kvůli finanční průtahům zapsat do ligy. Klub zanikl a musel se založit nový - Venezia Football Club Società Sportiva Dilettantistica a opět hráli Serii D. V Sezoně 2020/21 vyhrál play off a postoupil po 19 letech do nejvyšší ligy.
V nejvyšší lize hrál klub celkem 21 sezon, naposledy 2024/2025. Nejlepší umístění bylo 3. místo v sezoně 1941/42.

## Změny názvu klubu
- 1907/08 – 1918/19 – Benátky FBC (Venezia Foot Ball Club)
- 1919/20 – 1929/30 – AC Benátky (Associazione Calcio Venezia)
- 1930/31 – 1933/34 – SS Serenissima (Società Sportiva Serenissima)
- 1934/35 – 1944/45 – AFC Benátky (Associazione Fascista Calcio Venezia)
- 1945/46 – 1982/83 – AC Benátky (Associazione Calcio Venezia)
- 1983/84 – 1986/87 – Calcio Benátky (Calcio Venezia)
- 1987/88 – 1988/89 – Calcio Benátky-Mestre (Calcio Venezia-Mestre)
- 1989/90 – 2004/05 – AC Benátky (Associazione Calcio Venezia)
- 2005/06 – 2008/09 – SSC Benátky (Società Sportiva Calcio Venezia)
- 2009/10 – 2014/15 – FBC Unione Benátky (Foot Ball Club Unione Venezia)
- 2015/15 – Benátky FC SSD (Venezia Football Club Società Sportiva Dilettantistica)
- 2016/17 – Benátky FC (Venezia Football Club)

## Soupiska
Aktuální k 5. 2. 2025
| Číslo |               | Pozice | Hráč                    |
| ----- | ------------- | ------ | ----------------------- |
| 1     | Finsko        | B      | Jesse Joronen (kapitán) |
| 2     | Guinea-Bissau | O      | Fali Candé              |
| 4     | Indonésie     | O      | Jay Idzes               |
| 5     | Nizozemsko    | O      | Ridgeciano Haps         |
| 6     | USA           | Z      | Gianluca Busio          |
| 7     | Itálie        | O      | Francesco Zampano       |
| 9     | Dánsko        | Ú      | Christian Gytkjær       |
| 10    | Ekvádor       | Ú      | John Yeboah             |
| 11    | Itálie        | Z      | Gaetano Oristanio       |
| 14    | Itálie        | Z      | Hans Nicolussi Caviglia |
| 16    | Itálie        | O      | Alessandro Marcandalli  |
| 17    | Guinea        | Z      | Luca Cheick Oumar Conde |
| 18    | Česko         | Ú      | Daniel Fila             |
| 19    | Island        | Z      | Bjarki Steinn Bjarkason |
| 21    | Belgie        | O      | Richie Sagrado          |

| Číslo |            | Pozice | Hráč                    |
| ----- | ---------- | ------ | ----------------------- |
| 22    | Slovinsko  | Z      | Domen Crnigoj           |
| 23    | Itálie     | B      | Matteo Grandi           |
| 24    | Itálie     | Z      | Alessio Zerbin          |
| 25    | Belgie     | Z      | Joel Schingtienne       |
| 28    | Rumunsko   | B      | Ionuț Radu              |
| 30    | Rakousko   | O      | Michael Svoboda         |
| 32    | Ghana      | Z      | Alfred Duncan           |
| 33    | Chorvatsko | O      | Marin Šverko            |
| 35    | Srbsko     | B      | Filip Stanković         |
| 71    | Španělsko  | Z      | Kike Pérez              |
| 77    | Island     | Z      | Mikael Egill Ellertsson |
| 79    | Argentina  | O      | Franco Carboni          |
| 80    | Itálie     | Z      | Saad El Haddad          |
| 97    | Irsko      | Z      | Issa Doumbia            |
| 39    | Chorvatsko | Ú      | Mirko Marić             |

## Získané trofeje

### Vyhrané domácí soutěže
- Coppa Italia ( 1x )

1940/41
- 2. italská liga ( 2x )

1960/61, 1965/66
- 3. italská liga ( 3x )

1935/36, 1955/56, 2016/17
- 4. italská liga ( 1x )

2015/16

#### Medailové umístění
| Medaile umístění | Sezona  |
| ---------------- | ------- |
| Serie A          | 1911/12 |
| Serie A          | 1941/42 |
| Italský pohár    | 1940/41 |
| Italský pohár    | 1942/43 |

## Účast v ligách
| Úroveň soutěže | Název soutěže (nynější název) | První hraná sezona | Poslední hraná sezona | celkem odehraných sezon |
| -------------- | ----------------------------- | ------------------ | --------------------- | ----------------------- |
| 1              | Serie A                       | 1909               | 2024/25               | 21                      |
| 2              | Serie B                       | 1922/23            | 2023/24               | 45                      |
| 3              | Serie C                       | 1935/36            | 2016/17               | 23                      |
| 4              | Serie D                       | 1979/80            | 2015/16               | 12                      |
| 5              | Eccellenza                    | 1978/79            | 2011/12               | 5                       |

Historická tabulka Serie A od sezony 1929/30 do 2023/24.
| Celkové místo | Odehraných sezon | Celkem bodů | Celkem zápasů | Celkem výher | Celkem remíz | Celkem proher | Celkové skore |
| ------------- | ---------------- | ----------- | ------------- | ------------ | ------------ | ------------- | ------------- |
| 38            | 13               | 342         | 438           | 100          | 116          | 222           | 447:700       |

## Fotbalisté

### Historické statistiky
| Počet utkání | Počet utkání        | Počet utkání |  | Počet branek | Počet branek       | Počet branek |
| Pořadí       | Jméno               | Počet        |  | Pořadí       | Jméno              | Počet        |
| 1.           | Gianni Grossi       | 269          |  | 1.           | Francesco Pernigo  | 70           |
| 2.           | Marco Modolo        | 256          |  | 2.           | Filippo Maniero    | 54           |
| 3.           | Mario Tesconi       | 255          |  | 3.           | Roberto Bellinazzi | 52           |
| 4.           | Giancarlo Filippini | 220          |  | 4.           | Giovanni Alberti   | 49           |
| 5.           | Mattia Collauto     | 218          |  | 5.           | Emil Zubin         | 48           |

### Rekordní přestupy
| Nákup  | Nákup             | Nákup     | Nákup       | Nákup         |  | Prodej | Prodej                | Prodej    | Prodej    | Prodej         |
| Pořadí | Jméno             | sezona    | klub        | částka        |  | Pořadí | Jméno                 | sezona    | klub      | částka         |
| 1.     | Gianluca Busio    | 2021/2022 | Kansas City | 6 mil. Euro   |  | 1.     | Tanner Tessmann       | 2024/2025 | Lyon      | 6 mil. Euro    |
| 2.     | Thomas Henry      | 2021/2022 | Lovaň       | 5,5 mil. Euro |  | 2.     | Thomas Henry          | 2022/2023 | Verona    | 5,23 mil. Euro |
| 3.     | Bruno N'Gotty     | 1999/2000 | Milán       | 4,5 mil. Euro |  | 3.     | Fabio Bazzani         | 2002/2003 | Sampdoria | 4,3 mil. Euro  |
| 4.     | Gaetano Oristanio | 2024/2025 | Inter       | 4 mil. Euro   |  | 4.     | Przemyslaw Wisniewski | 2022/2023 | Spezia    | 3,81 mil. Euro |
| 5.     | Joachim Björklund | 2001/2002 | Valencia    | 4 mil. Euro   |  | 5.     | Dennis Johnsen        | 2023/2024 | Cremonese | 2,7 mil. Euro  |

### Na velkých turnajích

#### Účastníci Mistrovství světa
- Daniel Andersson (MS 2002)
- Federico Magallanes (MS 2002)
- Pablo García (MS 2002)

#### Účastníci Afrického poháru národů
- Tyronne Ebuehi (APN 2021)

#### Účastníci Olympijských her
- Gianluca Busio (OH 2024)
- Tanner Tessmann (OH 2024)

### Česká stopa
- Martin Lejsal (2004/05)
- Lukáš Zima (2014/15)
- Aleš Matějů (2022)
- Daniel Fila (2025–)